# Epenwöhrden
Epenwöhrden là một đô thị thuộc huyện Dithmarschen, trong bang Schleswig-Holstein, nước Đức. Đô thị Epenwöhrden có diện tích 13,52 km², dân số thời điểm 31 tháng 12 năm 2006 là 808 người.